# Cyrtarachne rubicunda
Cyrtarachne rubicunda là một loài nhện trong họ Araneidae.
Loài này thuộc chi Cyrtarachne. Cyrtarachne rubicunda được Ludwig Carl Christian Koch miêu tả năm 1871.